# 3565 Ojima
3565 Ojima eller 1986 YD är en asteroid i huvudbältet som upptäcktes den 22 december 1986 av de båda japanska astronomerna Takeshi Urata och Tsuneo Niijima i Ojima. Den är uppkallad efter den japanska staden Ojima i Gunma prefektur.
Asteroiden har en diameter på ungefär 28 kilometer.